# Leucon (Macrauloleucon) weigmanni
Leucon (Macrauloleucon) weigmanni is een zeekommasoort uit de familie van de Leuconidae. De wetenschappelijke naam van de soort is voor het eerst geldig gepubliceerd in 2011 door Mühlenhardt-Siegel.